# Peucetia rubrolineata
Peucetia rubrolineata är en spindelart som beskrevs av Eugen von Keyserling 1877. Peucetia rubrolineata ingår i släktet Peucetia och familjen lospindlar. Inga underarter finns listade i Catalogue of Life.